# Curtisville
Curtisville is een plaats (census-designated place) in de Amerikaanse staat Pennsylvania, en valt bestuurlijk gezien onder Allegheny County.

## Demografie
Bij de volkstelling in 2000 werd het aantal inwoners vastgesteld op 1173.

## Geografie
Volgens het United States Census Bureau beslaat de plaats een oppervlakte van 3,7 km², geheel bestaande uit land. Curtisville ligt op ongeveer 259 m boven zeeniveau.

## Plaatsen in de nabije omgeving
De onderstaande figuur toont nabijgelegen plaatsen in een straal van 12 km rond Curtisville.